# Людовик Халеви
Людовик Халеви (на френски: Ludovic Halévy) е френски писател, драматург и либретист.

## Биография
Людовик Халеви е роден в Париж. Баща му, Леон Халеви (1802-1883), е държавен служител и интелигентен и гъвкав писател, който опитва да твори в почти всяка част от литературата — проза и поезия, водевил, драма, история — без обаче да постига решителни успехи. Чичо му, Фроментал Халеви, е известен оперен композитор, откъдето идва и ранната връзка на Людовик с парижката сцена. Баща му преминава от юдаизъм в християнство преди брака си с Александрин Лебас, дъщеря на християнски архитект.
През 1865 г. нарастващата популярност на Людовик Халеви като автор му дава възможност да се оттегли от държавната служба. Десет години по-рано се запознава с музиканта Офенбах, който е щял да създаде свой собствен театър на Шанз-Елизе, и той написва нещо като пролог, Entrez, messieurs, mesdames, за първата нощ. Следват други малки произведения, като най-забележими сред тях е Ba-ta-clan. Те са произведени под псевдонима Жул Сервиер (Jules Servières).